# El conde Pepe
El Conde Pepe fue una serie de historietas creada en 1951 por Palop para la revista "Trampolín" de Acción Católica, aunque también apareció posteriormente en "Jaimito" con el título de El Barón de la Mojama.

## Argumento y personajes
Sus historietas de una página retratan al Conde Pepe, un aristócrata, con todo el atrezzo de frac, monóculo y chistera, que intenta mantener su apariencia de estatus a pesar de hallarse en la ruina. Para ello, no duda en recurrir a todo tipo de subterfugios ni en sablear a su tío Pepote.

## Valoración
Por el rechazo de su protagonista al trabajo, El Conde Pepe puede compararse al más famoso personaje de Palop, Bartolo, as de los vagos, y por la relación que se establece entre señor y sirviente a Pascual, criado leal de Nadal. Testimonia también, en palabras del investigador Juan Antonio Ramírez «el ascenso de las clases medias urbanas, principales consumidores de los tebeos humorísticos» en detrimento de la antigua clase aristocrática. Muestra, con todo ello, una mayor intencionalidad crítica de lo que es habitual en la escuela valenciana.